# Sarez
Sarez (tadžički: Сарез кӯл; rus. Сарезское озеро) je jezero u okrugu Rushon u pokrajini Gorno-Badahšan, Tadžikistan. Duljina mu je oko 75.8 km, dubina nekoliko stotina metara, nadmorska visina vodene površine je oko 3,263 m iznad razine mora, a volumen vode preko 16 km3. Planine oko njega uzdižu se preko 2,300 metara iznad razine jezera.
Jezero je nastalo 1911. godine, nakon velikog potresa, kada je rijeku Murghab blokiralo veliko klizište. Znanstvenici vjeruju da je brana od klizišta koju je formirao potres, poznata kao brana Usoi, nestabilna s obzirom na lokalnu seizmičnost i da je teren ispod jezera u opasnosti od katastrofalne poplave ako brana otkaže tijekom budućeg potresa. Zid brane Usoi preživio je 7. prosinca 2015. lokalizirani potres magnitude 7.2, bez vidljivih znakova propadanja.
Shadau je malo jezero jugozapadno od brane Usoi i zapadno od jezera Sarez.

## Nastanak
Nastanak Sarezskog jezera opisan je u knjizi Middletona i Thomasa: 

## Vanjske poveznice
|  | Zajednički poslužitelj ima još gradiva o temi Sarez |

- Map of the Usoi Dam - Sarez Lake, Scale 1:110'000
- NASA Earth Observatory photo
- Sarez Risk Mitigation Project  Arhivirana inačica izvorne stranice od 7. prosinca 2011. (Wayback Machine)
- Sarez lake, Rogun HPP, Aral sea ...  Arhivirana inačica izvorne stranice od 5. ožujka 2013. (Wayback Machine)